# قنيدة (مذيخرة)

تعديل مصدري - تعديل

قنيدة محلة تابعة لقرية كشران، التابعة لعزلة الافيوش بمديرية مذيخرة إحدى مديريات محافظة إب في الجمهورية اليمنية، بلغ تعداد سكانها 32 حسب تعداد اليمن لعام 2004.